# Kolossus Däächt
Kolossus Däächt ist eine Garage-Rock-Band aus Regensburg. Sie vereint stilistische Elemente des frühen Hardcore und Punk mit psychedelischem Grunge und Power-Pop. Die Band textet größtenteils in englischer Sprache.

## Geschichte
Sänger Clement Hoffer und Bassist Benedikt Bartl lernten sich bei gemeinsamen Auftritten ihrer Bands Black Voodoo Train und Limestone Whale kennen. Kurze Zeit später entstand die merkwürdig benannte Band "Kolossus Däächt". Die Musiker fanden mit Dennis Scheffer einen Gitarristen und Songwriter. Stefan Heyn komplettierte das Quartett Anfang 2017 als Schlagzeuger. Das Duo Scheffer (Musik) und Hoffer (Text) komponiert die Songs.
Kolossus Däächts erste LP "Lipstick Love" erschien mit der Unterstützung des Regensburger Kollektivs Micro Wave Music und wurde 2020 auf Vinyl veröffentlicht.
Nationale und internationale Kritiker rezensierten das Album-Debüt größtenteils positiv:

„Die Melange aus 60s und 70s Garage-Rock geht dabei runter wie Öl“

„Das Ding geht gut ab. So wie Bier, das beim zum heftigen rumgetanze – Kohlensäure sei Dank – aus der Flasche sprudelt.“

„Würde man The Sonics das Saxofon wegnehmen, wäre der Schritt zu "Lipstick Love" nicht weit“

„I promise you that this record is going to blow your mind and will burst your eardrums in the most decadent way possible".“

„In 33 Minuten ballern uns KOLOSSUS DÄÄCHT einen Ohrwurm nach dem anderen vor den Latz.“

Es mussten wegen der Corona-Pandemie alle Auftritte für 2020 abgesagt werden, unter anderen auch ein Auftritt in Köln auf dem c/o pop Festival. Die Band trat jedoch am 30. Mai 2020 für eine Youtube-Live-Session in der Kulturbühne Hinterhalt und am 23. Oktober 2020 im Live-Stream der digital stattfindenden c/o pop auf. Die Band verkündete auf ihren Social-Media-Kanälen im Jahr 2020, sich ansonsten auf die Produktion ihres zweiten Albums zu konzentrieren.
Seit 2019 ist die Band in Phase 1 des Spitzenförderprojekts "By-on" des Verbands für Popkultur in Bayern e.V., was der Band unter anderem zu einem Auftritt auf der Sommerbühne im Olympiastadion München verhalf.

## Diskografie
Alben
- 2020: Lipstick Love (Micro Wave Music)

EPs
- 2018: Däämo EP (unsigned)

Singles
- 2019: "Lipstick Love" Single (Micro Wave Music)

Musikvideos
- 2019: Lipstick Love
- 2020: Cold Soup

Aufgezeichnete Konzerte
- 2019: Wave Session
- 2020: Live at Kulturbühne Hinterhalt